# العلاقات الألبانية الناوروية
العلاقات الألبانية الناوروية هي العلاقات الثنائية التي تجمع بين ألبانيا وناورو.

## مقارنة بين البلدين
هذه مقارنة عامة ومرجعية للدولتين:
| وجه المقارنة                                              | ألبانيا                                                    | ناورو                          |
| --------------------------------------------------------- | ---------------------------------------------------------- | ------------------------------ |
| المساحة (كم2)                                             | 28.75 ألف                                                  | 21                             |
| عدد السكان (نسمة)                                         | 3.02 مليون                                                 | 10.08 ألف                      |
| الكثافة السكانية (ن./كم²)                                 | 105.04                                                     | 48.00 ألف                      |
| العاصمة                                                   | تيرانا                                                     | ضاحية يارين                    |
| اللغة الرسمية                                             | اللغة الألبانية                                            | اللغة الناورونية، لغة إنجليزية |
| العملة                                                    | ليك ألباني                                                 | دولار أسترالي                  |
| الناتج المحلي الإجمالي (بليون دولار)                      | 13.04 مليار                                                | 113.88 مليون                   |
| الناتج المحلي الإجمالي (تعادل القوة الشرائية) بليون دولار | 33.17 مليار                                                | 162.98 مليون                   |
| الناتج المحلي الإجمالي الاسمي للفرد دولار أمريكي          | 3.94 ألف                                                   | 9.83 ألف                       |
| الناتج المحلي الإجمالي للفرد دولار أمريكي                 | 11.11 ألف                                                  |                                |
| مؤشر التنمية البشرية                                      | 0.764                                                      |                                |
| رمز المكالمات الدولي                                      | +355                                                       | +674                           |
| رمز الإنترنت                                              | .al                                                        | .nr                            |
| المنطقة الزمنية                                           | توقيت وسط أوروبا، ت ع م+01:00، ت ع م+02:00، أوروبا/تيرانا ‏ | ت ع م+12:00                    |

## منظمات دولية مشتركة
يشترك البلدان في عضوية مجموعة من المنظمات الدولية، منها:
| علم المنظمة | اسم المنظمة                   | تاريخ انضمام ألبانيا | تاريخ انضمام ناورو |
| ----------- | ----------------------------- | -------------------- | ------------------ |
|             | الاتحاد البريدي العالمي       | ?                    | ?                  |
|             | الاتحاد الدولي للاتصالات      | 2 يونيو 1922         | 10 يونيو 1969      |
|             | منظمة حظر الأسلحة الكيميائية  | ?                    | ?                  |
|             | الأمم المتحدة                 | 14 ديسمبر 1955       | 14 سبتمبر 1999     |
|             | منظمة الشرطة الجنائية الدولية | ?                    | ?                  |
|             | يونسكو                        | 16 أكتوبر 1958       | 17 أكتوبر 1996     |

## وصلات خارجية
- موقع وزارة الخارجية الألبانية